# 選抜高等学校野球大会 (青森県勢)
選抜高等学校野球大会における青森県勢の戦績について記す。

## 概要
- 1924年に大会が始まったが青森からは1956年の第27回大会まで出場がなかった。第28回大会で、八戸が青森県勢として初の出場を果たした。
- その後は初戦敗退が多く続いていたが、2012年の第84回大会に出場した光星学院が青森県勢として初の決勝進出を果たした。決勝では大阪桐蔭に敗れ青森県勢・東北勢としての初優勝はならなかった。
- 2016年の第88回大会に青森山田と八戸学院光星が選出され、青森県勢初の2校出場となった。

## 大会結果
| 大会                 | 選出校                        | 試合結果 | 試合結果                       | 成績     |
| -------------------- | ----------------------------- | -------- | ------------------------------ | -------- |
| 1956年（第28回大会） | 八戸（初出場）                | 2回戦    | ○ 14 - 3 寝屋川                | ベスト4  |
| 1956年（第28回大会） | 八戸（初出場）                | 準々決勝 | ○ 3 - 2 堀川                   | ベスト4  |
| 1956年（第28回大会） | 八戸（初出場）                | 準決勝   | ● 1 - 3 岐阜商                 | ベスト4  |
| 1969年（第41回大会） | 三沢（初出場）                | 1回戦    | ○ 4 - 2 小倉                   | 2回戦    |
| 1969年（第41回大会） | 三沢（初出場）                | 2回戦    | ● 2 - 4 浪商（延長15回）       | 2回戦    |
| 1971年（第43回大会） | 弘前（初出場）                | 1回戦    | ● 2 - 3x 普天間                | 初戦敗退 |
| 1976年（第48回大会） | 弘前工（初出場）              | 1回戦    | ● 2 - 3 岡山東商               | 初戦敗退 |
| 1983年（第55回大会） | 青森北（初出場）              | 1回戦    | ● 0 - 10 明徳                  | 初戦敗退 |
| 1985年（第57回大会） | 弘前工（9年ぶり2回目）        | 1回戦    | ● 6 - 7 報徳学園               | 初戦敗退 |
| 1987年（第59回大会） | 八戸工大一（初出場）          | 1回戦    | ○ 4 - 0 丸亀商                 | ベスト8  |
| 1987年（第59回大会） | 八戸工大一（初出場）          | 2回戦    | ○ 4 - 0 日向学院               | ベスト8  |
| 1987年（第59回大会） | 八戸工大一（初出場）          | 準々決勝 | ● 2 - 3x 関東一（延長13回）    | ベスト8  |
| 1997年（第69回大会） | 光星学院（初出場）            | 1回戦    | ● 3 - 5 岡山南                 | 初戦敗退 |
| 1998年（第70回大会） | 光星学院（2年連続2回目）      | 2回戦    | ● 2 - 3 豊田西                 | 初戦敗退 |
| 2005年（第77回大会） | 青森山田（初出場）            | 1回戦    | ● 3 - 16 沖縄尚学              | 初戦敗退 |
| 2006年（第78回大会） | 光星学院（8年ぶり3回目）      | 1回戦    | ● 4 - 6 関西                   | 初戦敗退 |
| 2009年（第81回大会） | 光星学院（3年ぶり4回目）      | 1回戦    | ● 1 - 2x 今治西                | 初戦敗退 |
| 2011年（第83回大会） | 光星学院（2年ぶり5回目）      | 1回戦    | ○ 10 - 0 水城                  | 2回戦    |
| 2011年（第83回大会） | 光星学院（2年ぶり5回目）      | 2回戦    | ● 2 - 3 智弁和歌山             | 2回戦    |
| 2012年（第84回大会） | 光星学院（2年連続6回目）      | 1回戦    | ○ 3 - 0 北照                   | 準優勝   |
| 2012年（第84回大会） | 光星学院（2年連続6回目）      | 2回戦    | ○ 13 - 1 近江                  | 準優勝   |
| 2012年（第84回大会） | 光星学院（2年連続6回目）      | 準々決勝 | ○ 5 - 2 愛工大名電             | 準優勝   |
| 2012年（第84回大会） | 光星学院（2年連続6回目）      | 準決勝   | ○ 6 - 1 関東一                 | 準優勝   |
| 2012年（第84回大会） | 光星学院（2年連続6回目）      | 決勝     | ● 3 - 7 大阪桐蔭               | 準優勝   |
| 2014年（第86回大会） | 八戸学院光星（2年ぶり7回目）  | 1回戦    | ○ 9 - 5 横浜                   | 2回戦    |
| 2014年（第86回大会） | 八戸学院光星（2年ぶり7回目）  | 2回戦    | ● 2 - 8 龍谷大平安             | 2回戦    |
| 2015年（第87回大会） | 八戸学院光星（2年連続8回目）  | 1回戦    | ○ 9 - 2 九州学院               | 2回戦    |
| 2015年（第87回大会） | 八戸学院光星（2年連続8回目）  | 2回戦    | ● 1 - 4 大阪桐蔭               | 2回戦    |
| 2016年（第88回大会） | 青森山田（11年ぶり2回目）     | 1回戦    | ● 0 - 1 敦賀気比               | 初戦敗退 |
| 2016年（第88回大会） | 八戸学院光星（3年連続9回目）  | 1回戦    | ○ 6 - 2 開星                   | 2回戦    |
| 2016年（第88回大会） | 八戸学院光星（3年連続9回目）  | 2回戦    | ● 0 - 2 龍谷大平安             | 2回戦    |
| 2019年（第91回大会） | 八戸学院光星（3年ぶり10回目） | 1回戦    | ● 0 - 2 広陵                   | 初戦敗退 |
| 2021年（第93回大会） | 八戸西（21世紀枠・初出場）    | 1回戦    | ● 3 - 8 具志川商               | 初戦敗退 |
| 2024年（第96回大会） | 青森山田（8年ぶり3回目）      | 1回戦    | ○ 4x - 3 京都国際              | ベスト8  |
| 2024年（第96回大会） | 青森山田（8年ぶり3回目）      | 2回戦    | ○ 6x - 5 広陵（延長10回TB）    | ベスト8  |
| 2024年（第96回大会） | 青森山田（8年ぶり3回目）      | 準々決勝 | ● 2 - 5 中央学院               | ベスト8  |
| 2024年（第96回大会） | 八戸学院光星（5年ぶり11回目） | 1回戦    | ○ 5 - 3 関東第一（延長11回TB） | 2回戦    |
| 2024年（第96回大会） | 八戸学院光星（5年ぶり11回目） | 2回戦    | ● 2 - 3 星稜                   | 2回戦    |
| 2025年（第97回大会） | 青森山田（2年連続4回目）      | 1回戦    | ● 3 - 6 沖縄尚学               | 初戦敗退 |

## 通算成績
| 出場 | 試合 | 勝利 | 敗戦 | 引分 | 勝率 | 優勝 | 準優勝 | ベスト4 | ベスト8 |
| ---- | ---- | ---- | ---- | ---- | ---- | ---- | ------ | ------- | ------- |
| 23   | 39   | 16   | 23   | 0    | .410 | 0    | 1      | 1       | 2       |

## 学校別成績
| 校名         | 出場 | 勝敗    | 直近出場 | 最高成績 | 前身校   |
| ------------ | ---- | ------- | -------- | -------- | -------- |
| 八戸学院光星 | 11回 | 9勝11敗 | 2024年   | 準優勝   | 光星学院 |
| 青森山田     | 4回  | 2勝4敗  | 2025年   | ベスト8  |          |
| 弘前工       | 2回  | 0勝2敗  | 1985年   | 初戦敗退 |          |
| 八戸         | 1回  | 2勝1敗  | 1956年   | ベスト4  |          |
| 八戸工大一   | 1回  | 2勝1敗  | 1987年   | ベスト8  |          |
| 三沢         | 1回  | 1勝1敗  | 1969年   | 2回戦    |          |
| 弘前         | 1回  | 0勝1敗  | 1971年   | 初戦敗退 |          |
| 青森北       | 1回  | 0勝1敗  | 1983年   | 初戦敗退 |          |
| 八戸西       | 1回  | 0勝1敗  | 2021年   | 初戦敗退 |          |